# Consonne rétroflexe
Cette page contient des caractères spéciaux ou non latins. S’ils s’affichent mal (▯, ?, etc.), consultez la page d’aide Unicode.
En phonétique articulatoire, une consonne rétroflexe ou simplement une rétroflexe est une consonne dont le lieu d'articulation se situe au niveau du palais et dont l'organe constricteur est la pointe de la langue, dirigée vers le haut et l'arrière de la bouche. On emploie aussi, pour parler de la même notion, les expressions consonne cérébrale (terme traditionnel en indologie) ou consonne cacuminale.
Les rétroflexes sont répandues dans les langues indo-aryennes (hindî entre autres) et dans les langues dravidiennes, ainsi qu'en mandarin, en suédois ou en norvégien. Le français ne comporte pas de rétroflexe.

## Rétroflexes de l'API

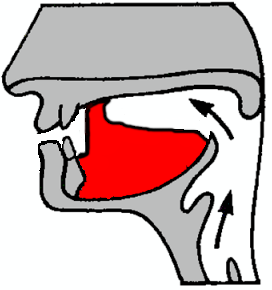
Position de la langue pour une rétroflexe.

Les symboles représentant les rétroflexes sont similaires à ceux utilisés pour les alvéolaires et s'en différencient par un « hameçon » dirigé vers la droite.
L'alphabet phonétique international recense les rétroflexes suivantes :
| API | Description                          | Exemple  | Exemple     | Exemple      | Exemple       |
| --- | ------------------------------------ | -------- | ----------- | ------------ | ------------- |
| API | Description                          | Langue   | Orthographe | API          | Signification |
| ʈ   | Occlusive rétroflexe sourde          | Hindî    | टैक्सी         | [ʈɜːksiː]    | taxi          |
| ɖ   | Occlusive rétroflexe voisée          | Suédois  | nord        | [n̪ʊɖ]        | nord          |
| ʂ   | Fricative rétroflexe sourde          | Mandarin | 上海        | [ʂɑ51ŋxɑi35] | Shanghai      |
| ʐ   | Fricative rétroflexe voisée          | Mandarin | 人          | [ʐə51n]      | personne      |
| ɽ   | Battue rétroflexe voisée             | Japonais | 腹切り      | [haɽa.kiɽi]  | hara-kiri     |
| ɻ   | Spirante rétroflexe voisée           | Tamoul   | தமிழ்         | [tæmɪɻ]      | tamoul        |
| ɭ   | Spirante latérale rétroflexe voisée  | Suédois  | Karlstad    | [kaɭ.stɑːd̪]  | Karlstad      |
| ɳ   | Occlusive nasale rétroflexe voisée   | Hindî    | गणेश         | [gaɳeç]      | Ganesh        |
| ʈ͡ʂ  | Affriquée rétroflexe sourde          | Mandarin | 中          | [ʈ͡ʂ55ŋ]      | milieu        |
| ɖ͡ʐ  | Affriquée rétroflexe voisée          | Malgache | dridra      | [ɖ͡ʐiɖ͡ʐə̥]     | ulcère        |
| ʈʼ  | Occlusive éjective rétroflexe sourde |          |             |              |               |
| ʂʼ  | Fricative éjective rétroflexe sourde |          |             |              |               |

### Source
- (en) Silke Renate Hamann, The phonetics and phonology of retroflexes, Utrecht, LOT, 2003 (ISBN 90-76864-39-X, lire en ligne)